# Alberto Ongaro
Alberto Ongaro, conosciuto anche come Alfredo Nogara (Venezia, 22 agosto 1925 – Venezia, 23 marzo 2018), è stato un giornalista, scrittore e fumettista italiano.

## Biografia
L’11 novembre 1943 viene arrestato, in seguito alla delazione di un alunno del "Foscarini", per attività antifascista e incarcerato per un mese a S. Maria Maggiore. Obbligato al servizio di leva mantiene i contatti con l’amico Franco Basaglia e Gigetto Velluti, il cui studio è una delle basi della Resistenza veneziana. Amico e collaboratore di Hugo Pratt e Dino Battaglia, ha sceneggiato per loro Asso di Picche e Junglemen negli anni quaranta e insieme a Pratt si è trasferito in Argentina nel 1948. Da allora è vissuto per lungo tempo all'estero, prima in Sudamerica poi in Inghilterra. In questo periodo è stato sceneggiatore di numerosi fumetti ed ha collaborato con il Corriere dei Piccoli. Contemporaneamente ha lavorato come inviato speciale per L'Europeo.
Nel 1964 scrive i testi de L'Ombra, con i disegni di Pratt, pubblicata sul Corriere dei Piccoli.
Si è stabilito definitivamente a Venezia nel 1979 dove si è dedicato all'attività di romanziere. La sua è una narrativa caratterizzata dal gusto dell'intreccio e dall'avventura. Tra i suoi numerosi romanzi figurano La taverna del Doge Loredan (1980), da molti considerato il suo capolavoro, Il segreto di Caspar Jacobi (1983), La partita, che vinse il premio Super Campiello nel 1986 e da cui fu ricavato un film con Faye Dunaway nel 1988, Passaggio segreto (1993), Interno argentino 1990, Premio Napoli, finalista al Premio Bergamo e Il ponte della solita ora (2006).
Gli è stata conferita la laurea magistrale ad honorem in Filologia, Industria Culturale e Comunicazione dall'Università di Sassari.
Muore a Venezia all'età di 92 anni.

## Opere

### Fumetti
- Asso di Picche (1945-1948)
- Junglemen (1947-1952)
- Capitan Caribe (1948-1950)
- L'Ombra (sul Corriere dei Piccoli, 1964)
- Jim Lacy (su Il Giornalino, 1971)[5]
- Il campione (su Il Giornalino, 1972)
- Mister No (su Sergio Bonelli Editore, 1986-1992)
- Nick Raider (su Sergio Bonelli Editore, 1992-2004)

### Romanzi
- Il complice (1965)
- Un romanzo d'avventura (1970)
- La taverna del doge Loredan (1980)
- Il segreto di Caspar Jacobi (1983)
- La partita (1985)
- L'ombra abitata (1987)
- Interno argentino (1991)
- Passaggio segreto (1993)
- Hollywood Boulevard (1997)
- Il segreto dei Segonzac (2000)
- Rumba (2002)
- La strategia del caso (2003)
- Il ponte della solita ora (2006)
- La versione spagnola (2007)
- La maschera di Antenore (2009)
- Un uomo alto vestito di bianco (2011)
- Athos (2014)
- Il respiro della laguna (2016)

### Reportage
- La terra degli stregoni (1994)